# سيمون غيليز
سيمون غيليز (بالإنجليزية: Simon Gillies)‏ هو لاعب دوري الرغبي أسترالي، ولد في 4 ديسمبر 1969 في Canterbury, New South Wales ‏ في أستراليا.